# UROBOROS
『UROBOROS』（ウロボロス）は、日本のバンドDIR EN GREYのメジャー7作目のアルバム。

## 概要
- 前作『THE MARROW OF A BONE』から1年9ヶ月振りとなるオリジナルアルバム。

- 中東のメロディを多く取り入れたフォーク・メタル色の強いアルバムとなっている。

- アルバムのアート・ワークは、メンバーからキング・クリムゾンのアルバム『リザード』がコンセプトのアイデアとして提供され、デザイナーの依田耕治により作成されている。[2]

- 国内では通常盤、初回生産限定盤、完全生産限定盤の3仕様が発売された。海外でも日本を含め米国やヨーロッパ等の17ヶ国で発売され、国内盤と仕様が異なるタイプも発売されている。アメリカでは、DIR EN GREYにとって初のBillboard 200チャート・インを果たした[1]。

- 通常盤、初回生産限定盤、完全生産限定盤すべてがCD-EXTRA仕様になっており、「GLASS SKIN」（アルバム収録バージョン）のミュージック・ビデオが収録されている。限定盤のみに付属しているDisc 2には、前作に続きアルバム収録曲の中から、クラシカルな表現方法を駆使した音源を収録。また、完全生産限定盤は受注限定商品で、CD2枚に加えDVDとLP2枚の計5枚組で豪華装丁になっている。

- 日本での販売累計枚数が、4万3千枚を突破している。また、アメリカでは6千枚以上を売り上げた。

- 本作のCDリリースと同日にiTunes Storeにて「凱歌、沈黙が眠る頃」のミュージックビデオの配信が開始。1週間後の11月19日にはDisc 1収録の全曲の音源が配信開始となった。

- アルバム収録曲は発売前からライブで数曲披露されていたが、12月29日に大阪城ホールで行われた「UROBOROS -breathing-」で初めて収録曲が全曲演奏され、同公演がこのアルバムの世界観で行われた最初のライブであるとされている。翌2009年に国内外で行われたライブツアー「FEAST OF V SENSES」「ALL VISIBLE THINGS」はこのアルバムの収録曲を中心にセットリストが組まれており、2010年1月9日・10日の日本武道館公演「UROBOROS -with the proof in the name of living…-」がアルバムの世界観の完結となるライブとなる。

- アルバムの発売に伴い前作同様アルバム限定コンテンツが展開された。
- 2012年1月11日に、『DUM SPIRO SPERO』のミックスを手掛けたTue Madsenによるリマスタリング盤『UROBOROS [Remastered & Expanded]』が発売された。
- ドリーム・シアターなどのドラマーとして知られるマイク・ポートノイは、お気に入りのアルバム(Mike's Favorite Albums of All Time)に本作を選出している。[3]

## 収録曲
Disc 1
通常盤、初回生産限定盤、完全生産限定盤共通。全作詞は京、全作曲はDIR EN GREY。
1. SA BIR
「サ・ビル」と読み、チベット語で「地動」を意味する（チベット文字ではས་སྦིར།と書く）。『TOUR07 THE MARROW OF A BONE』から登場SEとして使われている曲。音源化にあたって多少のアレンジが加えられている。
2. VINUSHKA
「ウィヌシュカ」と読み、ロシア語で「罪」の意味(キリル文字ではвинушкаと書く)。薫原曲。9分を超える大作であり、今回のアルバムのリードトラック。映画『サバイバル・オブ・ザ・デッド』の日本版予告編の主題歌にもなった。この曲を2番目に持ってきたのは京なりに意味があり、「核であるこの曲を中盤に置かず敢えて2曲目に置くことで、この核を乗り越えた人だけが先に進めるというようなところを表現したかった」と語っている[4]。アルバム特設サイトにて5分程度に縮められたミュージックビデオが公開され、後にフルバージョンのものも制作された（フルサイズPVは2009年発売のDVD『AVERAGE BLASPHEMY』に収録されたが、映像の一部に規制が入っている。2015年発売のBlu-ray & DVD『AVERAGE PSYCHO 2』にてオリジナルバージョンが収録された。）。ライブでの初披露は「UROBOROS -breathing-」である。
3. RED SOIL
短い曲ながらも様々な展開がある楽曲。Die原曲。ライブでの初披露はリリース後の「BAJRA」である。Shinyaのドラミングには珍しくツー・バスの連打があるが、本人曰く「自然に思いついた」とのこと[5]。
4. 慟哭と去りぬ
読みは「どうこくとさりぬ」。ライブでの初披露はリリース後の「BAJRA」である。
5. 蜷局
「とぐろ」と読む。「TOUR08 THE ROSE TRIMS AGAIN」で先行披露された。シャウトやグロウル、ホイッスルボイスなどは使われず、クリーンボイスのみで歌いあげられている。
6. GLASS SKIN
22ndシングルであるが、シングルバージョンとは異なり全英詞で収録。歌詞の内容も微妙に異なっている。
7. STUCK MAN
「TOUR08 DEATH OVER BLINDNESS」で先行披露された。曲名は当初「Third time does the trick」であったが、現在の曲名に改題された[6]。
8. 冷血なりせば
Shinya原曲。ライブでの初披露はリリース後の「BAJRA」である。激しいチューンから一変して雰囲気が変わるところではコンガとパーカッションが演奏されている。
9. 我、闇とて…
ライブでの初披露は「UROBOROS -breathing-」である。この曲は聴き手、ライブに来たオーディエンスに向けての曲になっている[4]。
10. BUGABOO
ライブでの初披露はリリース後の「BAJRA」である。完全限定生産盤付属のLPではこの曲の後に京によるアカペラが収録されている。
11. 凱歌、沈黙が眠る頃
『TOUR08 THE ROSE TRIMS AGAIN』で先行披露。iTunes Storeではアルバム発売と同日にこの曲のミュージックビデオ（完全生産限定盤付属DVDの2曲と同様のスタジオセッション）が配信開始となった。
12. DOZING GREEN
21stシングルであるが、シングルバージョンとは異なり全英詞で収録。
13. INCONVENIENT IDEAL
ライブでの初披露は「UROBOROS -breathing-」である。バラード調の曲である。

Disc 2 -UNPLUGGED DISC-
初回生産限定盤、完全生産限定盤のみ。4曲目以降は初回生産限定盤には収録されていない。
1. 我、闇とて…
「TOUR08 THE ROSE TRIMS AGAIN」追加公演の新木場STUDIO COASTでライブ終了時にサプライズとして流された。
2. INCONVENIENT IDEAL
パイプオルガンを使ったアレンジ。
3. RED SOIL

ピアノだけを使ったアレンジに合わせ、ボーカルを再録。冒頭のボーカルラインはウイスパーボイスになっている。
4. DOZING GREEN (Before Construction Ver.)
既に発表した「DOZING GREEN」が現在の形になる前のバージョン。京の詩集『「我葬の詩」上巻 』には、「Slumbering green」のタイトルで収録されている。
5. DOZING GREEN (Japanese Lyrics Re-mastering)
6. GLASS SKIN (Japanese Lyrics Re-mastering)
以上2曲はシングル版と同テイク。Disc 1をマスタリングしたテッド・ジェンセンによって新たにリマスタリングが施されている。

Disc 3 -DVD DISC-
完全生産限定盤のみ。レコーディングおよびインタビューの模様他、セッションを複数の視点から撮影した映像を収録。
1. RECORDING&INTERVIEW…
2. 蜷局
3. DOZING GREEN

アメリカ版は以下の通り。
1. Repetition of Hatred (Live Take at Zepp Tokyo, December 22, 2007)
2. Agitated Screams of Maggots (Live Take at Zepp Tokyo, December 22, 2007)
3. Hydra -666- (Live Take at Zepp Tokyo, December 22, 2007)
4. Dead Tree (Live Take at Wacken Open Air, August 4, 2007)
5. Dozing Green (Live Take on Tour07 The Marrow of a Bone [studio audio])

Disc 4,5 -LP-
完全生産限定盤のみ。Disc 1の内容をLP2枚組に収録したもの。基本的にはCDのものと相違は無いが「BUGABOO」の一部のみ内容が異なる。詳細は上記のDisc 1の項目を参照。

## UROBOROS [Remastered & Expanded]
『UROBOROS [Remastered & Expanded]』（ウロボロス・リマスタード・アンド・エキスパンディッド）は、『DUM SPIRO SPERO』のミックスを手掛けたTue Madsenによる『UROBOROS』リマスタリング盤。

### 概要
タイトルには「Remastered」とあるが、リマスタリングだけではなく、リミックスも行われている。また、完全生産限定盤アナログのみに収録されていた「BUGABOO」のアカペラ部分と「DOZING GREEN」のカップリング曲である「HYDRA -666-」が追加収録され、シングル「GLASS SKIN」と「DOZING GREEN」は日本語詞に差し替えられている。

### 収録曲
1. SA BIR
ライブで披露されたロングバージョン。
2. VINUSHKA
3. RED SOIL
4. 慟哭と去りぬ
5. 蜷局
6. GLASS SKIN
日本語詞のシングルバージョンで収録。
7. STUCK MAN
8. 冷血なりせば
9. 我、闇とて…
10. HYDRA -666-
「DOZING GREEN」のカップリング曲。
11. BUGABOO RESPIRA
完全生産限定盤アナログのみに収録されていたアカペラ部分。
12. BUGABOO
13. 凱歌、沈黙が眠る頃
14. DOZING GREEN
日本語詞のシングルバージョンで収録。
15. INCONVENIENT IDEAL

## UROBOROS OFFICIAL BOOK
UROBOROS OFFICIAL BOOKS 『SHANKARA』および『SHANKARA -breathing-』が3月に通信販売開始。TOWER RECORDS、12月29日に大阪城ホールで行われた「UROBOROS -breathing-」、12月31日になんばHatchで行われた「BAJRA」でBook1が先行販売され、A4判ステッカーが会場購入限定特典として封入された。2010年4月1日には、『最狂の1冊』と銘打った、同アルバム・ライブのオフィシャル写真集『OUROBOROS』の通信販売が開始された。

### SHANKARA
『SHANKARA』（シャンカラ）は、2008年12月31日に発売されたDIR EN GREYのオフィシャル写真集。アルバムならびにツアー「UROBOROS」を題材にしている。2008年11月14日に、アメリカのニューヨークで行われたLIVEにおいての写真、パーソナル・ロング・インタビュー、最新撮り下ろしグラビアが124ページにわたりフルカラーで収録されている。

### SHANKARA -breathing-
『SHANKARA -breathing-』（シャンカラ・ブリージング）も同様のオフィシャル写真集。2008年12月29日、大阪城ホールで行われた公演の完全密着取材、ならびにアルバムUROBOROSの楽曲解説などの完全解剖、大阪城ホール公演後のパーソナルインタビュー、最新撮り下ろしスナップ、豪華ラインナップレビューやコメントなどが収録されている。

### OUROBOROS
『OUROBOROS』（ウロボロス）は、DIR EN GREYのオフィシャル写真集、ならびにiPhoneアプリである。
2010年4月1日からDIR EN GREY OFFICIAL ON-LINE SHOP『Deadly Claris』において通信販売が開始された、日本武道館公演『UROBOROS -with the proof in the name of living...-』におけるオフィシャル写真集およびインタビュー本。
総数約25,000点にも及ぶ写真の中から、ミーティングを重ね厳選された写真を収録。また、それぞれのメンバーが『UROBOROS』にどう挑み続けたか語るソロインタビュー、それを映像化したスタッフの会談が収録。A4横サイズ、上製本、本文128P、フルカラー仕様。
購入者特典として、A4サイズの撮りおろしポートレートが付いた。また、写真総数約25,000点の中から、本誌に入りきらなかった写真や裏側などで構成された、OUROBOROS公式WEBページが購入者限定で公開された。
2011年8月8日、オフィシャルiPhoneアプリ「DIR EN GREY -OUROBOROS-」としてリリースされ、App Storeにおいて￥500で販売が行われた。
上記のオフィシャル写真集の収録写真、ならびにライブ写真の未公開ショット、セットリスト、メンバーのインタビュー、スポット映像の視聴、CD、DVDなどの購入が可能となっている。写真をタップすると、公演当日のセットリストやメンバーのインタビューが表示され、スライドショーで表示が可能となっている。また、オリジナルスキンや、アイコンでのカスタマイズなども可能となり、iPhoneをDIR EN GREY仕様にカスタマイズできる機能も付いていた。現在は配信を停止している。

## 無断公開事件
「UROBOROS」発売2週間前の2008年10月30日、動画投稿サイト「ニコニコ動画」において同作品の楽曲およびCDのジャケット写真が無断公開されるという事件が起きる。2009年5月21日、警視庁麻布署は千葉県の会社員の男（22歳）を著作権法違反（公衆送信権侵害）の疑いで東京地検に書類送検した。また、同サイトでは数多くのDIR EN GREYに関連する動画が無許可で公開されており、所属事務所サンクレイドは「既に発売された作品でさえ、違法アップロードは、我々の業界に危機的状況をもたらしています。（中略）心血注いで制作した作品が、なんの根拠も無く扱われてしまう事にも大変なショックを受けております。」とコメントした。